# حوزه انتخابیه سنندج، دیواندره و کامیاران
حوزهٔ انتخاباتی سنندج، دیواندره و کامیاران یکی از ۵ حوزه از حوزه‌های استان کردستان برای انتخابات مجلس شورای اسلامی است. این حوزه به مرکزیت سنندج، ۲ نماینده دارد.

## نمایندگان

### مجلس شورای اسلامی

#### دوره اول
- سید علی حسینی
- سید محمدامین حسنی

#### دوره دوم
- عبدالله عطائی
- سید علی حسینی

#### دوره سوم
- عبدالکریم احمدنژاد
- مرتضی زرین‌گل

#### دوره چهارم
- سید معروف صمدی
- عبدالکریم احمدنژاد

#### دوره پنجم
- بهاءالدین ادب
- سید معروف صمدی

#### دوره ششم
- بهاءالدین ادب
- جلال جلالی‌زاده

#### دوره هفتم
- هوشنگ حمیدی
- امین شعبانی

#### دوره هشتم
- امین شعبانی
- عبدالجبار کرمی

#### دوره نهم
- سالار مرادی
- سید احسن علوی

#### دوره دهم
- سید مهدی فرشادان
- سید احسن علوی

#### دوره یازدهم
- سید مهدی فرشادان
- محسن فتحی

#### دوره دوازدهم
- سالار مرادی
- محسن فتحی

## پی‌نوشت و منبع
- «جدول حوزه‌های انتخابیه در انتخابات دهمین دورهٔ مجلس شورای اسلامی» (PDF). مرکز پژوهش و سنجش افکار صدا و سیما. بایگانی‌شده از اصلی (PDF) در ۵ اكتبر ۲۰۱۸. دریافت‌شده در ۲۴ ژوئیه ۲۰۱۶. تاریخ وارد شده در |archive-date= را بررسی کنید (کمک)